# Saméon
Saméon é uma comuna francesa na região administrativa de Altos da França, no departamento do Norte. Estende-se por uma área de 8.82 km². Em 2010 a comuna tinha 1 726 habitantes (densidade: 195,7 hab./km²).